# Зимодровка
Зимодровка — деревня в Мглинском районе Брянской области России. Входит в состав Симонтовского сельского поселения.

## География
Деревня находится в северо-западной части Брянской области, в зоне хвойно-широколиственных лесов, на правом берегу реки Ильшани, на расстоянии примерно 12 километров (по прямой) к юго-востоку от города Мглина, административного центра района. Абсолютная высота — 192 метра над уровнем моря.

### Климат
Климат характеризуется как умеренно континентальный, с тёплым летом и умеренно холодной зимой. Среднегодовая многолетняя температура воздуха составляет 5,1 °С. Средняя температура воздуха самого тёплого месяца (июля) — 17,9 °C (абсолютный максимум — 38 °C); самого холодного (января) — −8,5 °C (абсолютный минимум — −39 °C). Безморозный период длится в среднем 130—135 дней. Среднегодовое количество атмосферных осадков составляет 580 мм, из которых большая часть выпадает в тёплый период. Снежный покров держится в течение 125 дней.

### Часовой пояс
Деревня Зимодровка, как и вся Брянская область, находится в часовой зоне МСК (московское время). Смещение применяемого времени относительно UTC составляет +3:00.

## Население
| 2010 | 2013 |
| ---- | ---- |
| 18   | ↘8   |

### Национальный состав
Согласно результатам переписи 2002 года, в национальной структуре населения русские составляли 100 % из 33 человек.